# Kolga hyalina
Kolga hyalina is een zeekomkommer uit de familie Elpidiidae.
De wetenschappelijke naam van de soort werd in 1881 gepubliceerd door Daniel Cornelius Danielssen & Johan Koren.